# Лапидаријум у Бијељини
Лапидаријум у Бијељини је посебно уређена површина на отвореном простору иза Музеја Семберије у Бијељини. Основан је са циљем да популарише и заштити дио средњовјековних споменика културе које је Завод за заштиту споменика културе предао на чување и презентацију музеју.

## Положај
Лапидаријум је смјештен у ограђеном простору иза Музеја. Улаз је са пјешачке зоне крај Музеја.

## Опис културног добра
У лапидаријуму се налазе камени споменици на отвореном са подручја надлежности музеја уз друге индустријске и војне предмете веће величине.